# オットー3世 (神聖ローマ皇帝)
オットー3世（Otto III., 980年7月 - 1002年1月23日）は、ザクセン朝第4代国王（ドイツ王、在位：983年12月 - 1002年）及びオットー朝第3代イタリア王オットーネ3世（在位：996年4月 - 1002年）、神聖ローマ皇帝（戴冠：996年5月）。オットー1世の孫で、オットー2世と東ローマ帝国皇女テオファヌの子。ローマを首都とした古代帝国の復興を目指したが、果たせないまま1002年に21歳で崩御した。

## 生涯

### 摂政時代
983年12月7日の父オットー2世の急死に伴い、3歳で王位を継承した。即位後間もなく、父の政敵であった従叔父のバイエルン公ハインリヒ2世が王位を狙ったが、オットー3世の母テオファヌ（希：テオファノ、東ローマ帝国皇帝ヨハネス1世ツィミスケスの姪とされる）が摂政としてこの難局を乗り切り、王をよく補佐した。991年にテオファヌが亡くなった後には祖母アーデルハイトがマインツ大司教ヴィリギスらとともに摂政を執り行った。

### 親政時代
994年より14歳で親政を開始。オットー3世は古代ローマ帝国を復興して神政政治を行おうとする意志を抱いていた。
オットー3世も祖父や父と同様にイタリア遠征を敢行。ローマ貴族クレッシェンティウス2世の反乱によりローマ教皇ヨハネス15世がローマから追放され救援を乞うたのが要因であった。だが996年4月初旬にヨハネス15世は熱病で死去。オットー3世は同年4月12日の復活祭までパヴィアに滞在したのち軍を進め、地元貴族を退けてローマに入城、祖父オットー1世の曾孫ブルーノをグレゴリウス5世として教皇に選出した（996年5月3日）。996年5月21日にオットー3世はグレゴリウス5世から帝冠を受け帝位に就いた。
帝国の文書局長にしてオットー3世の教師であるオーリヤックのジェルベールとプラハ司教アーダルベルトを助言者としつつ、オットー3世はフランクとギリシャの両ローマ帝国、そして教皇の権威を統合した普遍的な帝国の建設を構想する。これは母テオファヌからローマ帝国の理念を教え込まれたからだとする説もある。そして東ローマの宮廷儀式の幾つかを取り入れもした。
オットー3世がローマを離れるとクレッシェンティウス2世は東ローマ皇帝バシレイオス2世の援助を受けて反乱を起こし、996年9月にグレゴリウス5世を追放し、翌997年5月に対立教皇ヨハネス16世を立てた。しかしオットー3世は同年冬に進軍を開始し、翌998年2月にはローマに凱旋する。ヨハネス16世は逃亡したが拿捕され、鼻と耳を削がれ、舌も切り取られ、手の指を折られ、眼を潰され、オットー3世とグレゴリウス5世の面前にて職位失効が宣言された。そののち現在のドイツ中部のフルダ修道院に移送された。またクレッシェンティウス2世はサンタンジェロ城に篭城したものの、オットー3世は998年の復活祭に城を陥落させ、4月29日に斬首のうえ遺体を城壁に吊るした。

### 古代ローマを夢見て

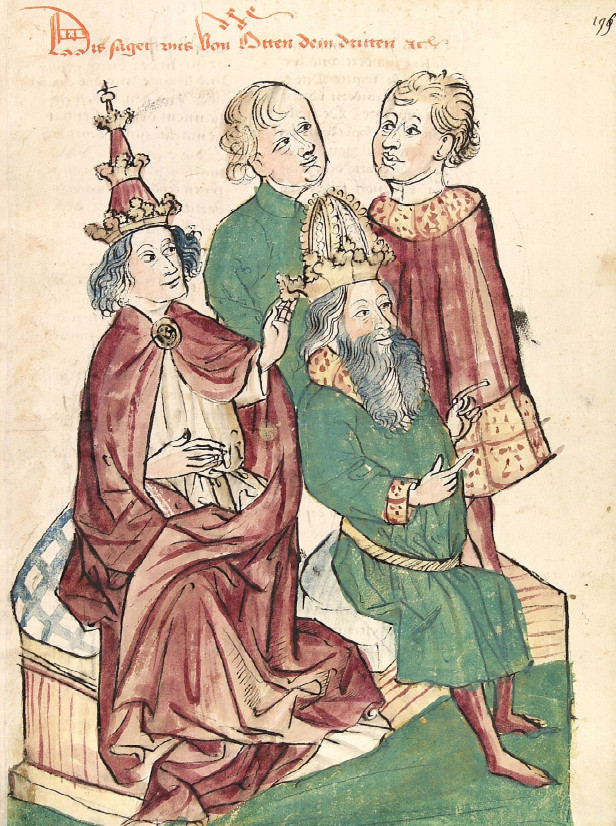
グレゴリウス5世に聖油で聖別されるオットー3世

オットー3世は古代ローマ帝国の宮殿が建てられていたパラティーノの丘に古代ローマ様式の宮殿を新たに造営し、古代ローマの伝統を受け継ぐギリシャ宮廷様式の祭典を挙行。オットー3世は自らを「イエス・キリストの下僕」「使徒たちの下僕」「世界の皇帝」と称した。998年にはまたジェルベールにラヴェンナ大司教の座を与えた。
999年2月18日にグレゴリウス5世が謎の急死を遂げると、ジェルベールをシルウェステル2世として教皇座に就けた。オットー3世は自らを初のキリスト者皇帝コンスタンティヌス1世に、そしてジェルベールをシルウェステル1世になぞらえての命名である。またオットー3世は、コンスタンティヌス1世とシルウェステル1世が交わしたとされていたコンスタンティヌスの寄進状を「いい加減で虚構のもの」として取り消すとともに、改めて所領の寄進をしている。
998年から1000年の期間、オットー3世は幾度か巡礼を行っている。南イタリアのガルガノ半島やガエータへ赴き、ガエータではロッサノの聖ニルスに会っている。また聖ロムアルドからは修道士になるよう勧められてもいる。ローマのティベリーナ島に聖堂を建設し、聖アダルベルトの聖遺物と聖バルトロメオの皮膚を納めた。現在の聖バルトロメオ教会である。そしてオットー3世は手本とするカール大帝が眠るアーヘンに紀元千年に訪れている。
1001年にローマ近郊のティヴォリで反乱が発生。オットー3世は鎮圧するも住民の命は助けた。しかしティヴォリを敵手とするローマの住民らはティヴォリの破壊を要求。この不満によりローマ市民はトゥスクルム伯グレゴリウスに率いられて反乱を起こし、宮殿は包囲され、教皇ともどもローマから追放され、ラヴェンナに撤退した。オットー3世は兵を招集し再征服を行おうとしたものの、パテルノ城（ファレーリア）にて1002年1月23日に21歳で死去した。折りしも婚約相手のギリシャ皇女（バシレイオス2世の姪、コンスタンティノス8世の娘のゾエといわれているが詳細不明）がプッリャに上陸したときであった。独身で子がなかったため、又従弟のバイエルン公ハインリヒ4世（ハインリヒ2世の子）が即位した。
オットー3世の死因は、父と同じくマラリアによるものだと言われている。これはラヴェンナの周囲が湿地であったからである。また一説にはクレッシェンティウス2世の寡婦ステファニアがオットー3世を誘惑し毒を盛ったとも言われている。
オットー3世の遺体は兵士によってカール大帝の眠るアーヘンに埋葬されたが、現在では失われている。
「オットー3世は高い教養を身につけた人であった」。家庭教師兼相談役であったジェルベールの助力を得、「またイタリアのひとびとと交際したおかげで、オットー3世は自分のためにすばらしいコレクションを築いて、皇帝図書館の偉大な伝統を蘇らせることができた。これらの本のうちいくらかは、彼の後継者ハインリヒ2世によりバンベルクの司教座聖堂図書館に移され、今も、その地に残っている」。
グリム兄弟 『ドイツ伝説集』には、オットー3世をめぐる伝説が4話記されている。477番
「打ち殺されなかったオットー」（Otto läßt sich nicht schlagen）では、幼くして王位に就いたオットーの後見役を務めていたのが、伯父の司教ブルーノ（Bruno）であった。ある日、王は入浴中折檻され、泣いても無駄だった。それで幼王はベッドに、死んだ子供を置かせ、自分は物陰に隠れていた。やってきた伯父は王が死んだものと思った。その後、王の後見役はマインツ司教ヴィレギス（Willegis）に移ったという。 479番「無実の騎士」（Der unschuldige Ritter）と480番「オットー帝の遺族裁判」（Kaiser Otto hält Witwen- und Waisengericht）はともに、王妃による讒言が引き起こした事件を語っている。王妃は、ある家臣の気を惹こうとするが拒絶にあうと、かれが王を裏切ろうとしたと王に訴える。家臣は死刑に処される。その後、両伝説は別々の展開をみせる。前者の伝説では、家臣の首が落とされる際に首から流れたのが血ではなくミルクであったことから真実が明らかになる。王は妃を処刑し、その後結婚せず、世継ぎを残さなかった、と締めくくっている。後者の伝説では、死刑場に連行される伯爵が妻に真実を伝える。未亡人は王に夫の無実を訴える。火傷せずに熱鉄を持つ神明裁判がその証拠となる。王は妃を処刑し、自身の誤審は4つの城を未亡人に与えることによって償う。481番「カールの墓所を訪れたオットー3世」（Otto III. in Karls Grabe）では、オットーはカール大帝の墓所を訪れ、そこに生きているかのような姿の大帝を見たとされている。